# Баррера, Луис
Луис Рафаэль Баррера (исп. Luis Rafael Barrera; 15 ноября 1995, Тамбориль) — доминиканский бейсболист, аутфилдер клуба Главной лиги бейсбола «Окленд Атлетикс».

## Биография
Луис Баррера родился 15 ноября 1995 года в Тамбориле. В 2012 году он в статусе международного свободного агента подписал контракт с клубом «Окленд Атлетикс». Первые два сезона своей карьеры он провёл в дочерней команде Атлетикс в Доминиканской летней лиге. В 2015 году Баррера переехал в США и провёл сезон в Аризонской лиге, впервые проявив себя как отбивающий. По итогам чемпионата эффективность его игры на бите составила 28,7 %. В 2016 году он выступал за команды «Вермонт Лейк Монстерз» и «Белойт Снэпперс», выходя на всех трёх позициях в аутфилде. Его показатель отбивания по итогам сезона составил 31,0 %.
Первую половину сезона 2017 года Баррера провёл в составе «Снэпперс», не только отбивая с эффективностью 27,7 %, но и украв 13 баз. Затем он был переведён в лигу уровнем выше в «Стоктон Портс», где в 35 матчах его показатель отбивания составил 22,8 %. Он выбил четыре хоум-рана и проявил себя как надёжный оборонительный игрок. В сезоне 2018 года он сыграл 124 матча на двух уровнях, установив личные рекорды во всех основных статистических категориях игры на бите. В ноябре «Атлетикс» включили Барреру в расширенный состав клуба. В 2019 году из-за травмы плеча он смог сыграть только 54 матча. В составе «Мидленд Рокхаундс» Баррера отбивал с эффективностью 32,1 %, а также установил личный рекорд по показателю сильных ударов. Весной 2020 года он был назван сильнейшим силовым бьющим и вошёл в десятку лучших молодых игроков системы «Атлетикс» по версии официального сайта лиги.
В 2020 году сезон младших лиг был отменён из-за пандемии COVID-19 и Баррера не выходил на поле в официальных матчах. В мае 2021 года он дебютировал в составе «Окленда» в Главной лиге бейсбола, сыграв за команду в шести матчах. Большую часть чемпионата он провёл в команде AAA-лиги «Лас-Вегас Авиэйторс», где в 96 сыгранных матчах отбивал с показателем 27,6 % и набрал 37 RBI.